# Visesio Moeliku
Visesio Moeliku, nacido en 1922, ha sido Tu'i Sigave (Rey de Sigave), uno de los reinos de la isla de Futuna, en la región de ultramar de Wallis y Futuna. Fue coronado el 10 de marzo de 2004, y recibido en el Palacio del Elíseo por el Presidente de Francia Jacques Chirac, junto con el rey de Alo, el 17 de marzo de 2006.